# Bujny Księże
Bujny Księże (pronunciación en polaco: /ˈbujnɨ ˈkɕɛ̃ʐɛ/) es un pueblo ubicado en el distrito administrativo de Gmina Zelów, dentro del condado de Bełchatów, voivodato de Łódź, en el centro de Polonia. Se encuentra a unos 4 kilómetros al sureste de Zelów, a 12 kilómetros al noroeste de Bełchatów, y a 40 kilómetros al sur de la capital regional Łódź.